# Pochwała za Dzielność
Pochwała za Dzielność (ang. Commendation for Gallantry) – australijskie odznaczenie wojskowe przyznawane za „akty dzielności godne uznania” („acts of gallantry in action considered worthy of recognition”), ustanowione 15 stycznia 1991.
To wyróżnienie zastąpiło wcześniejsze brytyjskie Wymienienie w Sprawozdaniu.
Na liście australijskich odznaczeń wojskowych przyznawanych za odwagę jest czwarte w kolejności po Krzyżu Wiktorii dla Australii (VC), Gwieździe Dzielności (SG) i Medalu za Dzielność (MG).
W hierarchii australijskich odznaczeń zajmuje miejsce po brytyjskim Medalu Królowej dla Straży Pożarnej za Wybitną Służbę, a przed australijską Pochwałą za Odważne Zachowanie.